# Кистерское сельское поселение
Кистерское сельское поселение — муниципальное образование в Погарском районе Брянской области России. Административный центр— село Кистёр.
Образовано в результате проведения муниципальной реформы в 2005 году, путём слияния дореформенных Кистерского и Андрейковичского сельсоветов.
Территория сельского поселения прилегает к государственной границе России. Здесь действует режим пограничной зоны.

## Население
| 2010  | 2011  | 2012  | 2013  | 2014  | 2015  | 2016  |
| ----- | ----- | ----- | ----- | ----- | ----- | ----- |
| 1405  | ↘1394 | ↘1387 | ↘1359 | ↘1345 | ↘1327 | ↘1273 |
| 2017  | 2018  | 2019  | 2020  | 2021  |       |       |
| ↘1235 | ↘1194 | ↘1145 | ↘1104 | ↗1449 |       |       |

## Населённые пункты
| № | Населённый пункт | Тип     | Население |
| - | ---------------- | ------- | --------- |
| 1 | Кистёр           | село    | ↘658      |
| 2 | Андрейковичи     | село    | ↗519      |
| 3 | Балышовка        | посёлок | →0        |
| 4 | Боевик           | посёлок | →0        |
| 5 | Гудовка          | село    | ↘95       |
| 6 | Затростянье      | посёлок | →50       |
| 7 | Колодезки        | посёлок | ↗10       |
| 8 | Кочкарь          | посёлок | →0        |
| 9 | Сухосеевка       | село    | ↘27       |

Ранее в состав сельского поселения входил хутор Петровский, упразднённый в 2009 году и исключённый из учётных данных в 2011 году.

## Люди, связанные с Кистерским поселением
- Василий Никифорович Шаройко[укр.] (1929, село Андрейковичи) — украинский писатель.